# W3Schools
W3Schools este un site web educativ pentru învățarea tehnologiilor web online. Conținutul include tutoriale și referințe referitoare la HTML, CSS, JavaScript, JSON, PHP, Python, AngularJS, React.js, SQL, Bootstrap, Sass, Node.js, jQuery, XQuery, AJAX, XML, Raspberry Pi, C++ și Java.
Creat în 1998, numele său este derivat din World Wide Web, dar nu este afiliat la W3C (World Wide Web Consortium).  Este condus de Refsnes Data în Norvegia. W3Schools prezintă mii de exemple de cod. Prin utilizarea editorului TryIt, cititorii pot edita exemple și executa codul.